# Maria II van Engeland
Maria II, Engels: Mary (Londen, 10 mei 1662 n.s. – aldaar, 7 januari 1695 n.s.) regeerde als koningin over Engeland en Ierland vanaf 13 februari 1689 en als koningin van Schotland (als Mary II of Scotland) vanaf 11 april 1689 tot aan haar dood.
Maria, overtuigd protestants, besteeg de tronen van de Britse landen dankzij de Glorious Revolution, waarin haar rooms-katholieke vader, Jacobus II, werd afgezet. Maria regeerde samen met haar man en neef, Willem III, die alleen verder regeerde toen zij stierf in 1695. Meestal wordt op die periode teruggekeken als de regering van Willem en Maria. Maria regeerde weinig en was niet erg in politiek geïnteresseerd. Ze liet de regering dan ook vaak over aan haar man. Op de momenten dat Willem meeging op militaire campagnes nam Maria de regering op zich.

## Jonge jaren
Maria, geboren in het St. James's Palace te Londen op 30 april 1662, was de oudste dochter van Jacobus, hertog van York (de latere Jacobus II van Engeland) en van diens eerste vrouw, Anna Hyde. Maria’s oom was koning Karel II; haar grootvader aan moederskant was Edward Hyde, eerste graaf van Clarendon, die een lange periode de adviseur was van Karel II. Haar moeder baarde acht kinderen, maar alleen Maria en haar jongere zuster Anna overleefden hun jeugd.
De hertog van York bekeerde zich tot de Rooms-Katholieke Kerk in 1668 of 1669, maar Maria en Anna kregen een protestantse opvoeding. Dat was het werk van hun moeder, hun grootvader Hyde en van het parlement van cavaliers, dat hierop scherp toezag.
Maria’s moeder stierf op 31 maart 1671; haar vader trouwde opnieuw in 1673, met de katholieke Maria van Modena, ook bekend als Maria d'Este.
Op de leeftijd van vijftien jaar werd Maria de verloofde van de protestantse Nederlandse stadhouder Willem, prins van Oranje. Willem was de zoon van Maria’s tante, Maria Henriëtte Stuart (een zus van haar vader Jacobus II) en van prins Willem II van Oranje. Eerst wilde Karel II dat Maria zou trouwen met de Franse dauphin Lodewijk, maar later, onder druk van het parlement en het verdrag met het katholieke Frankrijk, was een huwelijk met Frankrijk politiek niet langer favoriet, en ging Karel akkoord met het huwelijk. Onder druk gezet door het parlement, ging ook de hertog van York overstag. Op die manier dacht Jacobus dat zijn populariteit onder de protestanten zou groeien. Maria en Willem trouwden in Londen op 4 november 1677.
Maria vertrok naar de Noordelijke Nederlanden, waar ze leefde als de gemalin van Willem. Ook al was Maria toegewijd aan haar man, toch was het huwelijk af en toe ongelukkig: drie zwangerschappen liepen uit op miskramen en een doodgeboren kind en haar kinderloosheid werd een litteken op Maria’s leven. Haar levendige en knappe karakter maakte haar erg populair bij de Nederlanders, maar haar man was vaak onvriendelijk tegen haar, verwaarloosde het huwelijk en had lange tijd een platonische relatie met Elizabeth Villiers, een van de hofdames van Maria. Nadat ze meer tijd voor elkaar kregen, begon ook Willem een intense liefde voor Maria te koesteren en werd hij wat meer ontspannen in het bijzijn van zijn vrouw.

## Glorious Revolution
Toen koning Karel II stierf zonder legitieme nakomelingen in 1685, werd zijn broer, de Hertog van York, koning als Jacobus II van Engeland en Ierland en als Jacobus VII in Schotland. Jacobus voerde een omstreden gelovige regering, maar zijn poging om vrijheid te geven aan niet-anglicanen werd niet goed ontvangen bij de bevolking. Meerdere protestantse ministers en mensen van adel gingen onderhandelingen aan met Maria’s man in het vroege begin van 1687. In juni 1688 werd er bij alle protestanten alarm geslagen toen koningin Maria, tweede vrouw van Jacobus, een zoon baarde, Jacobus Frans Eduard Stuart want deze zoon zou, anders dan Maria en Anna, een katholieke opvoeding krijgen.

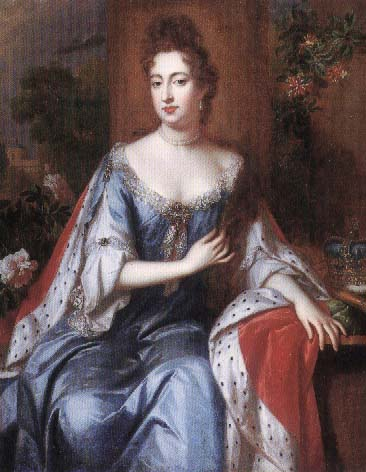
Koningin Maria II

Inmiddels had Lodewijk XIV de Nederlandse Republiek weer economisch de oorlog verklaard. Leiden kon zijn laken niet meer in Frankrijk verkopen. Het gevaar was dat Engeland opnieuw de kant van Frankrijk zou kiezen en er opnieuw een rampjaar zou komen. Zo rijpte het plan om Engeland voorgoed tot bondgenoot te maken. Toen Engeland in april 1688 een vlootverdrag sloot met Frankrijk, raakte Willem ervan overtuigd dat er een geheim bondgenootschap tegen de Republiek gevormd was en hij besloot tot een militaire interventie. Hij vroeg die maand aan zijn protestantse Engelse medestanders om een uitnodiging om binnen te vallen. Toen de nieuwe prins van Wales geboren was en iedereen in Engeland dacht dat het een ondergeschoven kind betrof, besloten zeven waardigheidsbekleders, de Immortal Seven, inderdaad een brief te sturen die door schout-bij-nacht Arthur Herbert, vermomd als gewoon matroos, op 10 juli aan Willem in Den Haag overhandigd werd.
Willem begon nu een leger te verzamelen. Hij haalde huurlingen uit Duitsland om hier de grensvestingen te bemannen terwijl het Nederlandse leger Engeland zou binnenvallen. De totale kosten van de operatie bedroegen zeven miljoen guldens, in eerste instantie geleend door Amsterdam, joodse bankiers en zelfs paus Innocentius XI, die door Lodewijk XIV aangevallen dreigde te worden. Toen de Franse koning de Staten-Generaal op 9 september bedreigde, maar tegelijkertijd aanstalten maakte de Duitse gebieden aan te vallen in plaats van door de Spaanse Nederlanden naar de Republiek op te rukken, besloten de Hoog Mogenden dat er nog net tijd was voor een preventieve aanval om Engeland aan onze kant te brengen en keurden de operatie goed.
Willem vertrok naar Engeland op 11 november met 53 oorlogsschepen en een kleine 400 transportschepen. Maria Stuart was aanwezig bij zijn vertrek; zij zwaaide de vloot uit, staande op de Dom van Den Briel, de Grote of Sint-Catharijnekerk. Een plaquette naast de ingang van de kerk maakt tot op de dag van vandaag melding van deze gebeurtenis. De operatie verliep voorspoedig en Willem verdreef zijn schoonvader en werd als koning ingehaald.
De bisschop van Londen Henry Compton kroonde Willem en Maria samen in de Westminster Abbey op 11 april 1689. Normaal zou de aartsbisschop van Canterbury de kroning doen, maar de toenmalig aartsbisschop, William Sancroft, overtuigd anglicaans, weigerde Willem en Maria te kronen, omdat hij het niet eens was met de manier waarop Jacobus II was verwijderd van de troon. Op de dag van de kroning werd het parlement van Schotland het uiteindelijk eens en verklaarde dat Jacobus niet langer koning was van Schotland. Willem en Maria werden aldus ook uitgeroepen tot koning en koningin van Schotland. De twee landen werden pas verenigd in de Acts of Union van 1707. Willem en Maria accepteerden de Schotse troon op 11 mei.
Even na het uitroepen van Willem en Maria tot koning en koningin van Schotland werd door John Graham, eerste Viscount of Dundee, een leger opgericht dat overtuigend de Slag bij Killiecrankie op 27 juli won. Zelf stierf Dundee wel bij die slag. Later kwam er nog de Slag bij Dunkeld, die ditmaal door Willem werd gewonnen. Daardoor kwam er een eind aan het verzet tegen Willem III en Maria II.

## Regering

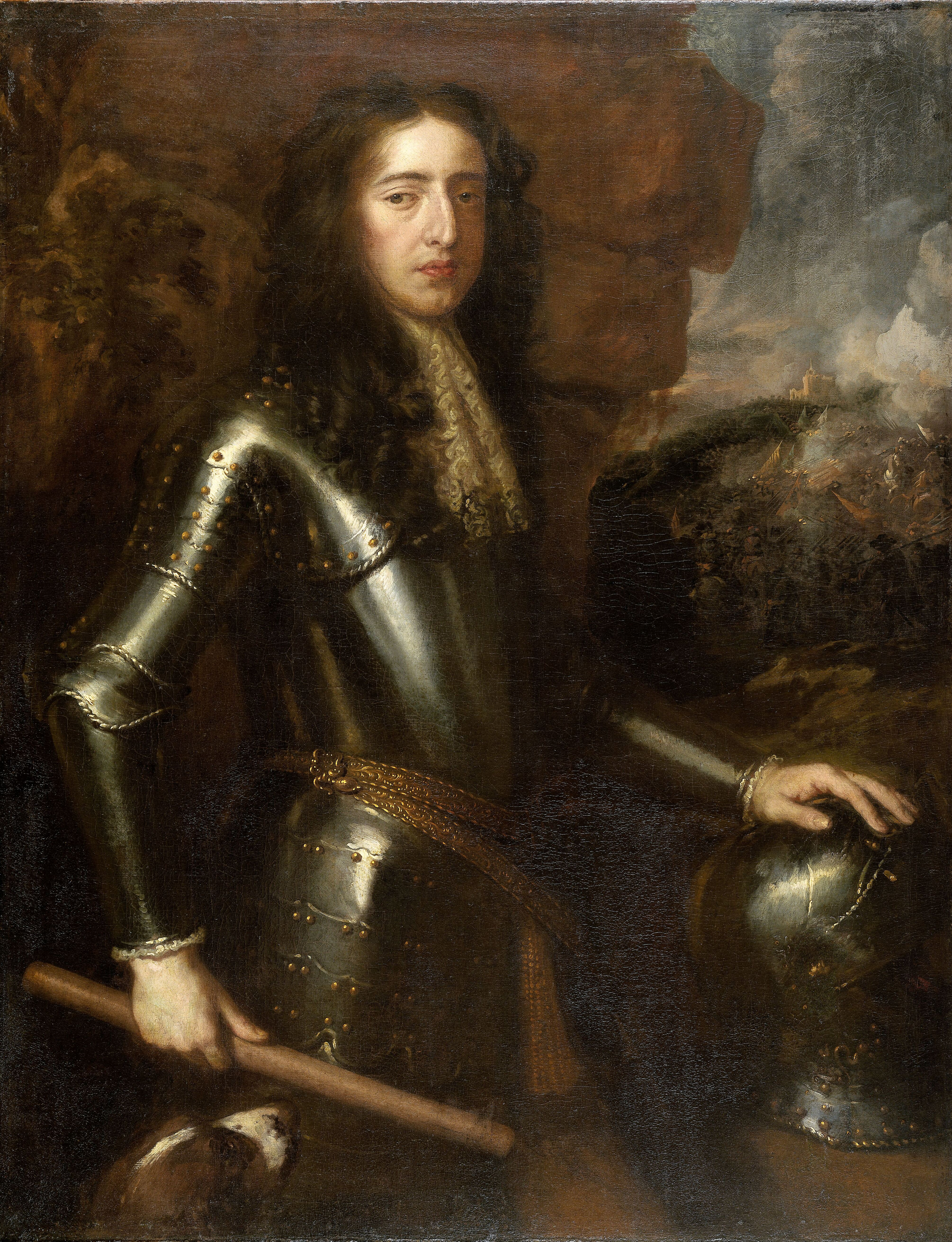
Maria's echtgenoot, koning-stadhouder Willem III

In december 1689 accepteerde het parlement een van meest belangrijke constitutionele documenten in de Engelse geschiedenis: de Bill of Rights. Dit is een wettelijk document dat in 1689 werd aangenomen door het parlement van Engeland, en dat de basis vormde voor een democratische parlementaire monarchie in het land.
Als een van de twee, Willem III of Maria II, zou overlijden, zou de andere partner de regering op zich nemen. De volgende in de lijn van troonopvolging zouden de kinderen zijn van Willem en Maria maar zolang ze die niet hadden was Maria’s zuster, Anna, de eerste in lijn van de troonopvolging.
Vanaf 1690 was Willem steeds vaker weg uit Engeland. Eerst bevocht hij de jacobieten in Ierland. Terwijl haar man weg was, nam Maria de regering van het koninkrijk op zich. Ze wist te bewijzen dat ze een goede staatsvrouw was, door haar eigen oom Henry Hyde, tweede graaf van Clarendon, te arresteren. Henry Hyde werd ervan beschuldigd deel te nemen aan complotten om Jacobus II als koning terug te roepen. In 1692, ontsloeg Maria de invloedrijke John Churchill, eerste hertog van Marlborough. Het ontslag van John Churchill tastte haar populariteit aan en beschadigde haar relatie met haar zus Anna, die een goede vriendin was van Churchills vrouw, Sarah. Anna verscheen aan het hof met Sarah, om duidelijk te maken dat ze de ontslagen Churchill steunde. Maria liet later na om Anna te bezoeken tijdens haar zwangerschappen en de relatie tussen Maria en Anna werd niet meer beter.
Willem had korte metten gemaakt met de Ierse jacobieten in 1692 maar hij bleef campagne voeren, nu tegen de Fransen in de Nederlanden. Wanneer haar man weg was, regeerde Maria in haar eigen naam maar als Willem in Engeland was, regeerde hij. Maria regeerde verder erg weinig en bemoeide zich ook niet met politiek, zoals in de Bill of Rights was opgenomen. Wel bemoeide ze zich met de Anglicaanse Kerk en diens zaken. Maria stierf aan de pokken in Kensington Palace op 7 januari 1695 ( volgens de Britse Juliaanse kalender op 28 december 1694) en werd bijgezet in de Westminster Abbey. Henry Purcell, de barokcomponist van Engeland, werd gevraagd om de muziek van de begrafenis te componeren, Music for the Funeral of Queen Mary. Koning-stadhouder Willem was kapot van haar dood, en zei: "from being the happiest" was hij nu "going to be the miserablest creature on earth". Vrij vertaald: "eerst de meest blije persoon" en nu "de meest treurige persoon op aarde".
Na de dood van koningin Maria II, regeerde Willem III alleen verder als koning. Het laatste levende kind van prinses Anna, William, hertog van Gloucester, stierf in juli 1700 en het was duidelijk dat Willem geen kinderen meer zou krijgen; daarom nam het parlement de Act of Settlement (1701) aan. Die regelde dat na de dood van Willem III eerst Maria’s zuster Anna, koningin zou worden. Doordat zij ook geen kinderen meer had, vormde het dichtstbijzijnde protestantse familielid, Sophia van de Palts en haar nakomelingen, de nieuwe linie troonopvolgers. Koning Willem III stierf in 1702 en werd opgevolgd door zijn schoonzus Anna. Toen koningin Anna stierf in 1714 werd de zoon van Sophia, George, de nieuwe koning als koning George I van het Huis Hannover.

## Kwartierstaat (voorouders)
| Jacobus I van Engeland (1566-1625) | Jacobus I van Engeland (1566-1625) | Jacobus I van Engeland (1566-1625) | Jacobus I van Engeland (1566-1625) | Jacobus I van Engeland (1566-1625) | Jacobus I van Engeland (1566-1625) | Anna van Denemarken (1574-1619)  | Anna van Denemarken (1574-1619)  | Anna van Denemarken (1574-1619)   | Anna van Denemarken (1574-1619)   | Anna van Denemarken (1574-1619)     | Anna van Denemarken (1574-1619)     |                                     |                                     | Hendrik IV van Frankrijk (1553-1610) | Hendrik IV van Frankrijk (1553-1610) | Hendrik IV van Frankrijk (1553-1610)      | Hendrik IV van Frankrijk (1553-1610)      | Hendrik IV van Frankrijk (1553-1610)      | Hendrik IV van Frankrijk (1553-1610)      | Maria de' Medici (1575-1642)              | Maria de' Medici (1575-1642)              | Maria de' Medici (1575-1642) | Maria de' Medici (1575-1642) | Maria de' Medici (1575-1642)          | Maria de' Medici (1575-1642)          |                                       |                                       | Henry Hyde (overleden in 1634)        | Henry Hyde (overleden in 1634)        | Henry Hyde (overleden in 1634) | Henry Hyde (overleden in 1634) | Henry Hyde (overleden in 1634) | Henry Hyde (overleden in 1634) | Mary Langford            | Mary Langford            | Mary Langford            | Mary Langford            | Mary Langford         | Mary Langford         |                          |                          | Thomas Aylesbury (1576-1657) | Thomas Aylesbury (1576-1657) | Thomas Aylesbury (1576-1657)  | Thomas Aylesbury (1576-1657)  | Thomas Aylesbury (1576-1657)  | Thomas Aylesbury (1576-1657)  | Anne Denman (1587–1661)       | Anne Denman (1587–1661)       | Anne Denman (1587–1661)   | Anne Denman (1587–1661)   | Anne Denman (1587–1661)   | Anne Denman (1587–1661)   |  |  |  |  |  |  |  |  |  |  |  |  |  |  |  |  |  |  |  |  |  |  |  |  |  |  |  |  |  |  |  |  |  |  |  |  |  |  |  |  |  |  |  |  |  |  |  |  |
| Jacobus I van Engeland (1566-1625) | Jacobus I van Engeland (1566-1625) | Jacobus I van Engeland (1566-1625) | Jacobus I van Engeland (1566-1625) | Jacobus I van Engeland (1566-1625) | Jacobus I van Engeland (1566-1625) | Anna van Denemarken (1574-1619)  | Anna van Denemarken (1574-1619)  | Anna van Denemarken (1574-1619)   | Anna van Denemarken (1574-1619)   | Anna van Denemarken (1574-1619)     | Anna van Denemarken (1574-1619)     |                                     |                                     | Hendrik IV van Frankrijk (1553-1610) | Hendrik IV van Frankrijk (1553-1610) | Hendrik IV van Frankrijk (1553-1610)      | Hendrik IV van Frankrijk (1553-1610)      | Hendrik IV van Frankrijk (1553-1610)      | Hendrik IV van Frankrijk (1553-1610)      | Maria de' Medici (1575-1642)              | Maria de' Medici (1575-1642)              | Maria de' Medici (1575-1642) | Maria de' Medici (1575-1642) | Maria de' Medici (1575-1642)          | Maria de' Medici (1575-1642)          |                                       |                                       | Henry Hyde (overleden in 1634)        | Henry Hyde (overleden in 1634)        | Henry Hyde (overleden in 1634) | Henry Hyde (overleden in 1634) | Henry Hyde (overleden in 1634) | Henry Hyde (overleden in 1634) | Mary Langford            | Mary Langford            | Mary Langford            | Mary Langford            | Mary Langford         | Mary Langford         |                          |                          | Thomas Aylesbury (1576-1657) | Thomas Aylesbury (1576-1657) | Thomas Aylesbury (1576-1657)  | Thomas Aylesbury (1576-1657)  | Thomas Aylesbury (1576-1657)  | Thomas Aylesbury (1576-1657)  | Anne Denman (1587–1661)       | Anne Denman (1587–1661)       | Anne Denman (1587–1661)   | Anne Denman (1587–1661)   | Anne Denman (1587–1661)   | Anne Denman (1587–1661)   |  |  |  |  |  |  |  |  |  |  |  |  |  |  |  |  |  |  |  |  |  |  |  |  |  |  |  |  |  |  |  |  |  |  |  |  |  |  |  |  |  |  |  |  |  |  |  |  |
|                                    |                                    |                                    |                                    |                                    |                                    |                                  |                                  |                                   |                                   |                                     |                                     |                                     |                                     |                                      |                                      |                                           |                                           |                                           |                                           |                                           |                                           |                              |                              |                                       |                                       |                                       |                                       |                                       |                                       |                                |                                |                                |                                |                          |                          |                          |                          |                       |                       |                          |                          |                              |                              |                               |                               |                               |                               |                               |                               |                           |                           |                           |                           |  |  |  |  |  |  |  |  |  |  |  |  |  |  |  |  |  |  |  |  |  |  |  |  |  |  |  |  |  |  |  |  |  |  |  |  |  |  |  |  |  |  |  |  |  |  |  |  |
|                                    |                                    |                                    |                                    | Karel I van Engeland (1600-1649)   | Karel I van Engeland (1600-1649)   | Karel I van Engeland (1600-1649) | Karel I van Engeland (1600-1649) | Karel I van Engeland (1600-1649)  | Karel I van Engeland (1600-1649)  |                                     |                                     |                                     |                                     |                                      |                                      | Henriëtta Maria van Frankrijk (1609-1669) | Henriëtta Maria van Frankrijk (1609-1669) | Henriëtta Maria van Frankrijk (1609-1669) | Henriëtta Maria van Frankrijk (1609-1669) | Henriëtta Maria van Frankrijk (1609-1669) | Henriëtta Maria van Frankrijk (1609-1669) |                              |                              |                                       |                                       |                                       |                                       |                                       |                                       |                                |                                | Edward Hyde (1553-1610)        | Edward Hyde (1553-1610)        | Edward Hyde (1553-1610)  | Edward Hyde (1553-1610)  | Edward Hyde (1553-1610)  | Edward Hyde (1553-1610)  |                       |                       |                          |                          |                              |                              | Frances Aylesbury (1575-1642) | Frances Aylesbury (1575-1642) | Frances Aylesbury (1575-1642) | Frances Aylesbury (1575-1642) | Frances Aylesbury (1575-1642) | Frances Aylesbury (1575-1642) |                           |                           |                           |                           |  |  |  |  |  |  |  |  |  |  |  |  |  |  |  |  |  |  |  |  |  |  |  |  |  |  |  |  |  |  |  |  |  |  |  |  |  |  |  |  |  |  |  |  |  |  |  |  |
|                                    |                                    |                                    |                                    | Karel I van Engeland (1600-1649)   | Karel I van Engeland (1600-1649)   | Karel I van Engeland (1600-1649) | Karel I van Engeland (1600-1649) | Karel I van Engeland (1600-1649)  | Karel I van Engeland (1600-1649)  |                                     |                                     |                                     |                                     |                                      |                                      | Henriëtta Maria van Frankrijk (1609-1669) | Henriëtta Maria van Frankrijk (1609-1669) | Henriëtta Maria van Frankrijk (1609-1669) | Henriëtta Maria van Frankrijk (1609-1669) | Henriëtta Maria van Frankrijk (1609-1669) | Henriëtta Maria van Frankrijk (1609-1669) |                              |                              |                                       |                                       |                                       |                                       |                                       |                                       |                                |                                | Edward Hyde (1553-1610)        | Edward Hyde (1553-1610)        | Edward Hyde (1553-1610)  | Edward Hyde (1553-1610)  | Edward Hyde (1553-1610)  | Edward Hyde (1553-1610)  |                       |                       |                          |                          |                              |                              | Frances Aylesbury (1575-1642) | Frances Aylesbury (1575-1642) | Frances Aylesbury (1575-1642) | Frances Aylesbury (1575-1642) | Frances Aylesbury (1575-1642) | Frances Aylesbury (1575-1642) |                           |                           |                           |                           |  |  |  |  |  |  |  |  |  |  |  |  |  |  |  |  |  |  |  |  |  |  |  |  |  |  |  |  |  |  |  |  |  |  |  |  |  |  |  |  |  |  |  |  |  |  |  |  |
|                                    |                                    |                                    |                                    |                                    |                                    |                                  |                                  |                                   |                                   | Jacobus II van Engeland (1633-1701) | Jacobus II van Engeland (1633-1701) | Jacobus II van Engeland (1633-1701) | Jacobus II van Engeland (1633-1701) | Jacobus II van Engeland (1633-1701)  | Jacobus II van Engeland (1633-1701)  |                                           |                                           |                                           |                                           |                                           |                                           |                              |                              |                                       |                                       |                                       |                                       |                                       |                                       |                                |                                |                                |                                |                          |                          |                          |                          | Anna Hyde (1637-1671) | Anna Hyde (1637-1671) | Anna Hyde (1637-1671)    | Anna Hyde (1637-1671)    | Anna Hyde (1637-1671)        | Anna Hyde (1637-1671)        |                               |                               |                               |                               |                               |                               |                           |                           |                           |                           |  |  |  |  |  |  |  |  |  |  |  |  |  |  |  |  |  |  |  |  |  |  |  |  |  |  |  |  |  |  |  |  |  |  |  |  |  |  |  |  |  |  |  |  |  |  |  |  |
|                                    |                                    |                                    |                                    |                                    |                                    |                                  |                                  |                                   |                                   | Jacobus II van Engeland (1633-1701) | Jacobus II van Engeland (1633-1701) | Jacobus II van Engeland (1633-1701) | Jacobus II van Engeland (1633-1701) | Jacobus II van Engeland (1633-1701)  | Jacobus II van Engeland (1633-1701)  |                                           |                                           |                                           |                                           |                                           |                                           |                              |                              |                                       |                                       |                                       |                                       |                                       |                                       |                                |                                |                                |                                |                          |                          |                          |                          | Anna Hyde (1637-1671) | Anna Hyde (1637-1671) | Anna Hyde (1637-1671)    | Anna Hyde (1637-1671)    | Anna Hyde (1637-1671)        | Anna Hyde (1637-1671)        |                               |                               |                               |                               |                               |                               |                           |                           |                           |                           |  |  |  |  |  |  |  |  |  |  |  |  |  |  |  |  |  |  |  |  |  |  |  |  |  |  |  |  |  |  |  |  |  |  |  |  |  |  |  |  |  |  |  |  |  |  |  |  |
|                                    |                                    |                                    |                                    |                                    |                                    |                                  |                                  |                                   |                                   |                                     |                                     |                                     |                                     |                                      |                                      |                                           |                                           |                                           |                                           |                                           |                                           |                              |                              |                                       |                                       |                                       |                                       |                                       |                                       |                                |                                |                                |                                |                          |                          |                          |                          |                       |                       |                          |                          |                              |                              |                               |                               |                               |                               |                               |                               |                           |                           |                           |                           |  |  |  |  |  |  |  |  |  |  |  |  |  |  |  |  |  |  |  |  |  |  |  |  |  |  |  |  |  |  |  |  |  |  |  |  |  |  |  |  |  |  |  |  |  |  |  |  |
|                                    |                                    |                                    |                                    |                                    |                                    |                                  |                                  |                                   |                                   |                                     |                                     |                                     |                                     |                                      |                                      |                                           |                                           |                                           |                                           |                                           |                                           |                              |                              |                                       |                                       |                                       |                                       |                                       |                                       |                                |                                |                                |                                |                          |                          |                          |                          |                       |                       |                          |                          |                              |                              |                               |                               |                               |                               |                               |                               |                           |                           |                           |                           |  |  |  |  |  |  |  |  |  |  |  |  |  |  |  |  |  |  |  |  |  |  |  |  |  |  |  |  |  |  |  |  |  |  |  |  |  |  |  |  |  |  |  |  |  |  |  |  |
| Karel Stuart (1660-1661)           | Karel Stuart (1660-1661)           | Karel Stuart (1660-1661)           | Karel Stuart (1660-1661)           | Karel Stuart (1660-1661)           | Karel Stuart (1660-1661)           |                                  |                                  | Maria II van Engeland (1662-1695) | Maria II van Engeland (1662-1695) | Maria II van Engeland (1662-1695)   | Maria II van Engeland (1662-1695)   | Maria II van Engeland (1662-1695)   | Maria II van Engeland (1662-1695)   |                                      |                                      | Jacobus Stuart (1663-1667)                | Jacobus Stuart (1663-1667)                | Jacobus Stuart (1663-1667)                | Jacobus Stuart (1663-1667)                | Jacobus Stuart (1663-1667)                | Jacobus Stuart (1663-1667)                |                              |                              | Anna van Groot-Brittannië (1665-1714) | Anna van Groot-Brittannië (1665-1714) | Anna van Groot-Brittannië (1665-1714) | Anna van Groot-Brittannië (1665-1714) | Anna van Groot-Brittannië (1665-1714) | Anna van Groot-Brittannië (1665-1714) |                                |                                | Karel Stuart (1666-1667)       | Karel Stuart (1666-1667)       | Karel Stuart (1666-1667) | Karel Stuart (1666-1667) | Karel Stuart (1666-1667) | Karel Stuart (1666-1667) |                       |                       | Edgar Stuart (1667–1671) | Edgar Stuart (1667–1671) | Edgar Stuart (1667–1671)     | Edgar Stuart (1667–1671)     | Edgar Stuart (1667–1671)      | Edgar Stuart (1667–1671)      |                               |                               | 2 jong overleden dochters     | 2 jong overleden dochters     | 2 jong overleden dochters | 2 jong overleden dochters | 2 jong overleden dochters | 2 jong overleden dochters |  |  |  |  |  |  |  |  |  |  |  |  |  |  |  |  |  |  |  |  |  |  |  |  |  |  |  |  |  |  |  |  |  |  |  |  |  |  |  |  |  |  |  |  |  |  |  |  |